# 293I busz (Budapest)
A budapesti 293I jelzésű autóbusz (vagy 293i alakban) a Szálfa utca és a Pestszentimre vasútállomás között közlekedett. A szerződéses vonalat a Budapesti Közlekedési Zrt. üzemeltette, a járműveket a Dél-pesti autóbuszgarázs állította ki.
A járat csak iskolai előadási napon közlekedett. Ezeken a napokon két indulása volt, ezek iskolajáratok voltak Pestszentimrén, a XVIII. kerületben.
A vonal érintette a 182-es és a 184-es buszok végállomását.

## Története
2004. október 4-én indult a járat Pestszentimre-Iskola-busz (vagy Pestszentimre, Iskola-busz alakban) jelzéssel Pestszentimre, központ és Szálfa utca között. A 2008-as paraméterkönyv bevezetésének első ütemében, augusztus 21-én 293I jelzéssel látták el, de az első üzemnapja csak szeptember 1-jén volt, mivel csak tanítási időszakban közlekedett. 2010. június 15-én üzemzárással megszűnt, mert Pestszentimre önkormányzata felmondta a szolgáltatói szerződést.

## Útvonala
| Pestszentimre, központ felé |
| --- |
| Szálfa utca vá. – Lőrinci út – Kisfaludy utca – Benjamin utca, forduló – Kisfaludy utca – Nemes utca – Alacskai úti lakótelep, forduló – Nemes utca – Nagykőrösi út – Felleg utca – Bocskai utca – Dózsa György utca – Nagykőrösi út – Ár utca – Szövet utca – Kelme utca – Nagykőrösi út – Bethlen Gábor utca – Táncsics Mihály utca – Eke utca – Bocskai utca – Pestszentimre, központ (Bocskai utca) vá. |

## Megállóhelyei
| 0  | Szálfa utca végállomás                                |                                                                 |
| 1  | Törvény utca                                          | 184, 284E                                                       |
| 2  | Vezér utca                                            | 184, 284E                                                       |
| 3  | (Sportkastély) Kisfaludy utca                         | 84E, 184, 166, 166A, 254E, 266, 284E                            |
| 4  | Szigeti Kálmán utca                                   | 84E, 184, 284E                                                  |
| 5  | Kapocs utca                                           | 84E, 184, 284E                                                  |
| 7  | Pestszentimre, Benjamin utca                          | 84E, 184, 284E                                                  |
| 8  | Kapocs utca                                           | 84E, 184, 284E                                                  |
| 9  | Szigeti Kálmán utca                                   | 84E, 184, 284E                                                  |
| 10 | Kisfaludy utca                                        | 84E, 184, 166, 166A, 254E, 266, 284E                            |
| 11 | Damjanich utca                                        | 166, 166A, 254E, 266                                            |
| 13 | Alacskai úti lakótelep                                | 166, 166A, 182, 254E, 266, 282E                                 |
| 14 | Damjanich utca                                        | 166, 166A, 254E, 266                                            |
| 15 | Kisfaludy utca                                        | 84E, 184, 166, 166A, 254E, 266, 284E                            |
| 16 | Ady Endre utca                                        | 84E, 166, 166A, 254E, 266                                       |
| 17 | Pestszentimre, központ (Nemes utca)                   | 54, 55, 84E, 89E, 94E, 166, 166A, 254E, 266, 294E Pestszentimre |
| 20 | Pestszentimre, központ (Dózsa György utca)            | 54, 55, 84E, 89E, 94E, 166, 166A, 254E, 266, 294E Pestszentimre |
| 21 | Csolt utca                                            | 54, 55, 84E, 89E, 94E, 294E                                     |
| 22 | Ár utca                                               | 54, 55, 84E, 89E, 94E, 294E                                     |
| 24 | Csolt utca                                            | 54, 55, 84E, 89E, 94E, 294E                                     |
| 26 | Pestszentimre, központ (Dózsa György utca)            | 54, 55, 84E, 89E, 94E, 166, 166A, 254E, 266, 294E Pestszentimre |
| 28 | Eke utca                                              | 54, 55, 84E, 89E, 294E                                          |
| 29 | Arany János utca                                      | 54, 55, 84E, 89E, 294E                                          |
| 32 | Táncsics Mihály utcai iskola                          |                                                                 |
| 35 | Pestszentimre, központ (Dózsa György utca) végállomás | 54, 55, 84E, 89E, 94E, 166, 166A, 254E, 266, 294E Pestszentimre |